# Juin 1814

## Événements
- 1er juin, Genève : débarquement des Suisses au Port-Noir[1].

- 4 juin, France : charte constitutionnelle octroyée par le roi établissant un régime représentatif[2]. L'article 2 de la Charte abolit la conscription et fait appel à des engagés volontaires.
  - Les derniers émigrés entrés en France avec le roi critiquent la Charte et veulent un retour à l’Ancien Régime. Malgré son désir d’union nationale, le roi écoute souvent les conseils des ultraroyalistes : l’ordonnance du 7 juin rétablit le dimanche comme fête chômée. Les cabarets doivent être fermés pendant la messe. La procession publique de la Fête-Dieu est rétablie en juin.

- 14 juin, France : Charles d’Artois est nommé lieutenant général du royaume par le Sénat.

- 15 juin : victoire royaliste décisive sur les républicains vénézuéliens à la bataille de La Puerta[3].

- 23 juin : prise de Montevideo par les indépendantistes uruguayens[4].

- 26 juin, Guerre de 1812 (États-Unis), campagne de Chesapeake : Les Britanniques incendient St. Leonard (Maryland).

- 28 juin, Guerre de 1812 : la corvette américaine USS Wasp coule le brick britannique HMS Reindeer[5] dans la Manche.

## Naissances
- 5 juin : Pierre-Laurent Wantzel (mort en 1848), mathématicien français.
- 25 juin : Gabriel Auguste Daubrée (mort en 1896), géologue français.

## Décès
- 26 juin : Dominique Villars (né en 1745), botaniste français.